# Mormoops blainvillei
Mormoops blainvillei är en fladdermusart som beskrevs av Leach 1821. Mormoops blainvillei ingår i släktet Mormoops och familjen bladhakor. Inga underarter finns listade i Catalogue of Life.

## Taxonomi
Artepitet i det vetenskapliga namnet hedrar den franska zoologen Henri Marie Ducrotay de Blainville. Enligt en studie av Simmons et al. från 2005 är stavningen blainvillei för artepitet korrekt. Den andra stavningen, blainvillii, förekommer däremot i de flesta äldre avhandlingar.
I avhandlingen av William Elford Leach där arten för första gången blev beskriven förekommer två olika skildringar av samma individ. Förutom Mormoops blainvillei kallade han arten Aello cuvieri. Artikeln om Aello cuvieri innehöll olika felaktigheter och därför valdes det andra namnet för alla följande verk.

## Utseende
Arten blir med svans 7,8 till 8,7 cm lång, svanslängden är 2,1 till 3,1 cm och vikten är 8 till 11 g. Denna fladdermus har 4,6 till 5,0 cm långa underarmar, 0,6 till 1,0 cm långa bakfötter och 1,1 till 1,8 cm stora öron. Den långa, täta och mjuka pälsen på ovansidan är ljusbrun eller bärnstensfärgad till intensiv orange och undersidan är täckt av ljusare och blekare päls. Mormoops blainvillei har en mörk flygmembran (även svansflyghuden) och den är i princip helt naken. Svansens spets är inte inbäddad i svansflyghuden. De korta öronen är över pannan sammanlänkade med hjälp av en hudremsa. En liknande remsa förekommer på varje sida mellan örat och överläppen. Arten har i överkäken på varje sida 2 framtänder, 1 hörntand, 2 premolarer och 3 molarer. I underkäken finns ytterligare en premolar per sida, alltså 34 tänder i hela tanduppsättningen.
Liksom andra bladhakor saknar Mormoops blainvillei äkta hudflikar (blad) på näsan. Däremot är näsborrarna och överläppen sammanlänkade med köttiga utskott. Även nedanför underläppen förekommer en köttig skiva med små knölar och mellan denna skiva och hakan finns andra köttiga utskott. De köttiga utskotten är täckta med styva hår.

## Utbredning
Arten förekommer på Kuba, Hispaniola, Jamaica, Puerto Rico och på mindre öar i regionen. Den lever där i alla habitat.

## Ekologi
Individerna vilar ensam eller i mindre flockar i grottor. De lämnar viloplatsen efter solnedgången och jagar olika insekter som nattfjärilar och skalbaggar. Jakten sker vanligen vid skogens kanter eller över trädens toppar. Honor har en kull per år med en unge.
I varma grottor med goda förhållanden registreras kolonier med upp till 50 000 exemplar. Några individer börjar jaga kort efter solnedgången och de flesta exemplar två eller tre timmar senare. Under flyget uppstår ett märkligt ljud, liksom rymdfarkosternas ljud i olika Science fiction filmer. Ljudet skapas troligen genom vibration av flygmembranen eller andra kroppsdelar. Arten fångar sina byten med hjälp av vingarna och svansflyghuden. Mormoops blainvillei är inte lika känslig för orkaner som fruktätande fladdermöss på grund av att insekterna finns kvar efteråt. Lätet som används för ekolokaliseringen har en frekvens mellan 63 och 45 kHz.
Kort före ungarnas födelse bildar honor och hannar skilda kolonier. Honan bär sin unge under flyget i grottan men inte vid födosöket.